# Commandement Eichmann
Ne doit pas être confondu avec Einsatzkommando.
Le commandement Eichmann (en allemand Eichmann-Kommando ; dans sa forme longue Sondereinsatzkommando Eichmann SEK, litt. « commando d'intervention spécial Eichmann ») est une unité spéciale de la SS sous la responsabilité du SS-Obersturmbannführer Adolf Eichmann, responsable de l'exécution de la Shoah en Hongrie en 1944.
Après l'invasion de la Hongrie par la Wehrmacht le 19 mars 1944, le commandement Eichmann organise avec le gouvernement de Döme Sztójay et la milice hongroise la déportation des dizaines de milliers de Juifs hongrois. Le SEK se compose de 150 personnes. Le SEK prend ses quartiers à l'Hôtel Astoria à Budapest. Le remplaçant d'Eichmann pour cette unité est SS-Obersturmbannführer Hermann Krumey (de). Parmi les autres membres du SEK, on compte Siegfried Seidl, Theodor Dannecker, Dieter Wisliceny, Franz Novak, Otto Hunsche (de), Anton Brunner (de) et Franz Abromeit.